# JOE (Nederland)
JOE (van februari 2022 tot september 2023: Joe 70's & 80's) is een commercieel Nederlands radiostation dat sinds 1 april 2019 uitzendt. Het station is eigendom van het Vlaamse mediabedrijf DPG Media, dat in Nederland ook Qmusic bezit. Sinds 1 mei 2022 is de zender te beluisteren via DAB+ en sinds 1 september 2023 landelijk op de FM. Het station draaide eerst uitsluitend de grootste hits uit de jaren 70 en 80, maar toen de FM-uitzendingen begonnen is ook de jaren 90 toegevoegd. Van 6 t/m 26 december draait de zender naast deze muziek ook Kerstmuziek. 

## Geschiedenis

### Oprichting
JOE werd op 1 april 2009 opgericht in België. Precies tien jaar later werd het radiostation ook in Nederland gelanceerd. Hiermee volgde het het andere radiomerk van DPG Media dat al actief was in Nederland, Qmusic. Het eerste gepresenteerde programma op de zender was dat van 7.00 tot 9.00 uur 's morgens dat werd gepresenteerd door Erik van Roekel. Dit programma stopte in de zomer van 2020. Sindsdien was JOE een non-stop muziekstation. Dave Minneboo, toenmalig Radio Director van Qmusic Nederland, wilde op termijn een FM-pakket verwerven en gepresenteerde programma's uitzenden.
Op 29 april 2022 maakte DPG Media bekend dat de zender, aangeduid als JOE 70s & 80s, per 1 mei 2022 via DAB+ te beluisteren zou zijn. Met ingang van 6 februari 2023 kon de zender in de Randstad ook beluisterd worden via FM-kanalen van de Zuidelijke Mediagroep, die ook bekend is van Qmusic Limburg.
Sinds maart 2023 was Daniël Smulders te horen op de radiozender. Hij presenteerde onder andere de JOE 70's & 80's Top 1000, de 80's Lunch, en ook op andere uren op de werkdag. Daarnaast werd hij betrokken bij de strategische plannen van de radiozender.

### Landelijke FM-frequentie
In juni bemachtigde DPG Media Nederland een tweede FM-frequentie, naast die van zusterzender Qmusic. Op 31 augustus 2023 werd bekendgemaakt dat JOE zou gaan uitzenden op het FM-kavel, dat voorheen in handen was van Radio 10. Bij aanvang werd de programmering gevuld met diskjockeys die ook te horen zijn op Qmusic, onder wie Kimberley Dekker, Edwin Noorlander en Lars Boele. Op 13 september 2023 werd, in de persoon van Dennis Ruyer, de eerste JOE-dj aangekondigd. Later volgden onder anderen Coen Swijnenberg, Sander Lantinga, Kai Merckx en Toine van Peperstraten.
De lancering op de FM werd groots aangekondigd met posters in abri's van bus- en tramhaltes, op metrostations en op billboards in de hoop dat mensen de zender snel zouden kunnen vinden op de radio. Deze posters verschenen in januari 2024 opnieuw om mensen te laten weten dat de officiële programmering van de zender op dat moment van start ging. Dit was tevens een reminder voor de mensen die de zender in 2023 nog niet hadden gevonden. Ook eind februari 2024 verschenen de posters opnieuw, ditmaal omdat Kai Merckx bij de zender startte. Toen in mei Coen Swijnenberg en Sander Lantinga bij de zender startten, werden mensen hierop geattendeerd met speciale posters waarop de beide mannen te zien waren. Ook waren zij te zien op digitale reclamemasten langs snelwegen. Deze speciale posters verschenen ook vanaf 12 augustus om mensen eraan te herinneren dat Coen Swijnenberg en Sander Lanringa na een korte vakantie weer terug waren op de zender. 
De eerste dagprogrammering van JOE werd gevormd door Coen Swijnenberg en Sander Lantinga (06.00-10.00 uur), Kimberley Dekker (13.00-16.00 uur), Kai Merckx (16.00-19.00 uur) en Edwin Noorlander (19.00-22.00 uur). Dennis Ruyer zou de uren tussen 10 en 13 uur presenteren, maar nog voor zijn eerste radiouitzending voor JOE werd echter bekend dat Ruyer toch bij Radio 538 zou blijven.
Het nieuws op de zender wordt verzorgd door nu.nl. Het wordt op de hele en op werkdagen ook op de halve uren uitgezonden.

## Studio
In de periode 2019-2020 maakte JOE gebruik van de reservestudio van Qmusic voor de ochtendshow van Erik van Roekel. Vanaf de lancering van JOE op het FM-kavel in september 2023 werd er gebruik gemaakt van een studio in de drukkerij van DPG Media in Duivendrecht (gemeente Ouder-Amstel)  Reeds in 2019 kondigde DPG Media aan dat ze een nieuw Nederlands hoofdkantoor lieten bouwen in Amsterdam-Duivendrecht (gemeente Ouder-Amstel). De oplevering van dit pand vond plaats in het voorjaar van 2024. JOE verhuisde op 29 juli 2024 naar de nieuwe studio's. De nieuwe studio's werden op 9 oktober 2024 officieel geopend door Koning Willem-Alexander.

## Medewerkers

### Programmadirecteur
- Dave Minneboo (2019–2022)[4]
- Rob Ester (2022–2023)[23]
- Iwan Reuvekamp (2023–2025)[24]
- Jorn Agterberg (2025–)[25]

### Nieuwslezers
- Willemijn Delwel (2023–heden)[26]
- Jeroen Latijnhouwers (2023–heden)[26]
- Mart Grol (2023–heden)[27]
- Merel Westrik (2024–heden, Coen en Sander Show)[28]

## Programmering

### Maandag t/m donderdag
Sinds 1 september 2023 zijn er gepresenteerde programma's te horen op JOE. In mei 2024 kreeg de dagelijkse programmering meer vorm met de start van het ochtendprogramma. Iedere maandag tot en met vrijdag tussen 06.00 en 10.00 uur zijn Coen Swijnenberg en Sander Lantinga, met nieuwslezer Merel Westrik, te horen met de Coen en Sander Show. Vervolgens presenteert Timur Perlin van maandag tot en met donderdag een programma tussen 10.00 en 13.00 uur. Daarna neemt Kimberley Dekker het over met een programma dat tot 16.00 uur duurt. Kai Merckx (bij afwezigheid Jorien Renkema of Timur Perlin) presenteert iedere maandag tot en met donderdag het middagprogramma, dat duurt van 16.00 tot 19.00 uur. In de avonduren is Edwin Noorlander te horen. Zijn programma loopt van 19.00 tot 22.00 uur. Tijdens vakanties van van Coen en Sander is Edwin Noorlander tussen 06.00 uur en 10.00 uur te horen met als nieuwslezer Mart Grol en is van 19.00 uur tot 22.00 uur Gido Kuin te horen.

### Vrijdag
Op vrijdag wijkt de programmering af van de rest van de werkweek. Zo is Daniël Smulders te horen op het tijdslot van Perlin en was tot december 2024 van 16.00 tot 18.00 uur de Top 40 Nummer 1 Hits te horen met Toine van Peperstraten. In januari 2025 werd dit programma verplaatst naar zondagavond van 17:00 tot 19:00 uur omdat het door de vele ballads niet aansloot bij het energieke vrijdagmiddaggevoel van de luisteraars. Het wordt vanaf dat moment niet meer gepresenteerd door Toine van Peperstraten, maar door Edwin Noorlander omdat Toine van Peperstraten andere werkzaamheden heeft op vrijdag en zondag en daardoor het programma niet meer kan presenteren. Het tijdslot van 16:00 tot 18:00 uur wordt vanaf dat moment overgenomen door Eline la Croix. In de avond, 18.00 tot 22.00 uur, heeft Ingrid Pérez haar eigen programma op de zender.

## Hitlijsten

### 80's Top 800
Van 9 t/m 13 oktober 2023 werd voor het eerst de 80's top 800 uitgezonden, een door luisteraars samengestelde lijst van de 800 beste nummers uit de jaren 80. In 2024 werd de lijst twee keer uitgezonden, van 5 t/m 9 februari en van 7 t/m 11 oktober. In de week voor de uitzending kan voor de lijst worden gestemd via de site en de app van JOE. 

### Best Of JOE Top 500
Van 2 t/m 6 mei werd in aanloop naar de eerste Coen en Sander Show op JOE de Best Of JOE Top 500 uitgezonden, een lijst met de 500 beste hits uit de jaren 70, 80 en 90.

### Sing-A-Long Top 500
Deze lijst werd van 24 t/m 28 februari 2025 uitgezonden en bevatte de 500 beste meezingers uit de jaren 70, 80 en 90. Deze lijst werd bedacht door Coen Swijnenberg en Sander Lantinga naar aanleiding van de JOE Sing-a-Long die elke werkdag van 9:30 tot 10:00 uur wordt uitgezonden als afsluiting van hun Coen en Sander Show. Zij presenteerden ook de finale van deze lijst. Als afsluiting van de lijst zong Paul de Leeuw in de studio zijn hit Vlieg met me mee die op nummer 1 stond in de lijst. Dit deed hij samen met een koor van geselecteerde JOE-luisteraars. Dit was een idee van Sander Lantinga, die een week lang campagne voerde om deze hit op nummer 1 te krijgen.
Bij alle hitlijsten wordt de Top 10 pas op de laatste dag van de uitzending bekendgemaakt, zodat tot het allerlaatste moment spannend blijft wie er op nummer 1 staat.

## Acties
JOE organiseert regelmatig promotionele kansspelen ('acties') ter promotie van programma's of sponsors, waarbij luisteraars prijzen kunnen winnen, zoals concertkaarten of geldprijzen. Een voorbeeld is de 'Alphabattle', een wekelijkse quiz in het middagprogramma van Kai Merckx. In deze quiz proberen luisteraars binnen 30 seconden zoveel mogelijk woorden te noemen binnen bepaalde categorieën, waarbij elk woord met een vooraf opgegeven letter moet beginnen.

## Marktaandeel
De luistercijfers van de eerste volledige uitzendweek van JOE op FM, in september 2023, leverde het station een marktaandeel van 2,3% op. In 2024 schommelde het marktaandeel van JOE meestal tussen 4% en 6%.

## Pay-offs
JOE heeft de volgende pay-offs gebruikt:
- All the way (2019–2022)
- Dit is JOE (2022–heden)
- Good times, great music (2023–heden)

## Beeldmerk

Van 1 april 2019 t/m 30 april 2022
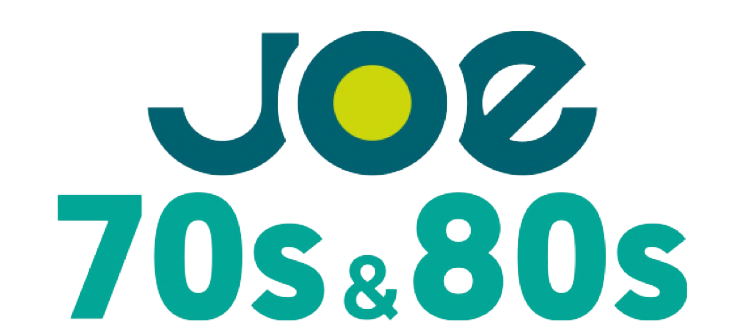
Van 1 mei 2022 t/m 31 augustus 2023
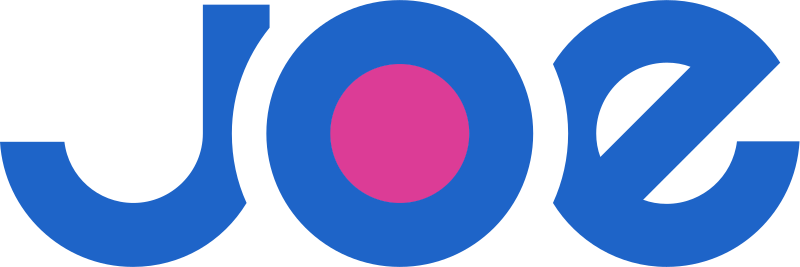
Sinds 1 september 2023